# フィリピンの歴史 (1965年-1986年)
1965年から1986年のフィリピンの歴史（1965ねんから1986ねんのフィリピンのれきし）では、1965年から1986年のフィリピンの歴史を述べる。フェルディナンド・マルコス独裁政権時代は、第三共和国（1965年–1972年）の最後と戒厳令下のフィリピン（1972年–1981年）、第四共和国（1981年–1986年）の大半が含まれる。マルコス独裁時代の終わりまでにフィリピンは負債危機や酷い貧困問題、深刻な失業率上昇が問題となっていた。

## マルコス政権（1965年–1972年）

### 第1期

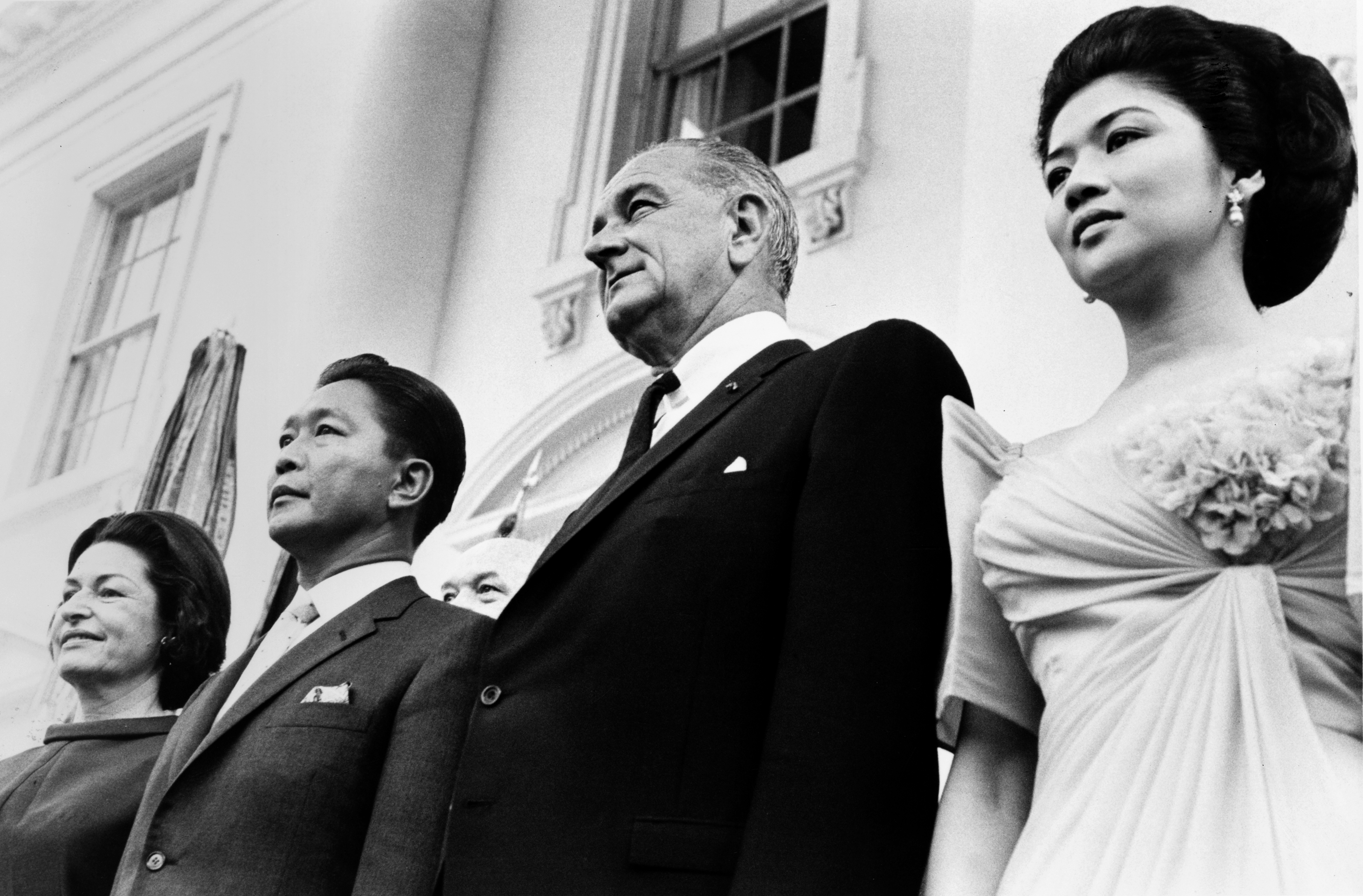
訪米中にリンドン・ジョンソンとレディ・バード・ジョンソンと共にフェルディナンドとイメルダ・マルコス

1965年、フェルディナンド・マルコスは大統領選挙に勝ち、第10代フィリピン大統領になった。第1期は北ルソン高速道路やアジアハイウェイ26号線のような増大する工業化や全国的な連続したインフラストラクチャーの創造で彩られた。マルコスはこれを主としてテクノクラートや知識人からなる内閣を任命し軍への資金を増やし建設を援助するために動員することで成し遂げた。マルコスは前任者が作ったものの合計よりも多く全国に学校や学習施設を作った。
1968年、ベニグノ・アキノ・ジュニア元老院議員はマルコスは「軍事予算を急騰させる」ことで「要塞国家」を作り防衛施設に「違法に超過勤務する将軍」を押し付け「文民政府を軍事化する」道を進んでいると警告した。これは次の10年に起きる事件を考えると先見の明のある論評であった。マルコスもPHILCAG（フィリピン市民活動団体）の下で任期中にベトナムに10450名のフィリピン人兵士を送った。フィデル・ラモスは後に1992年に第12代フィリピン大統領になるがこの遠征隊の一員であった。

### 第2期
1969年、マルコスは（当時有効であった1935年の憲法に基づき許される）第2期を目指して立候補し、他の11人の候補を抑えて当選した。
マルコスの第2期は、内外の要素で引き起こされる経済的な混乱や教育改革を要求する不満な学生団体、上昇する犯罪率、成長する共産主義者の反乱に彩られた。

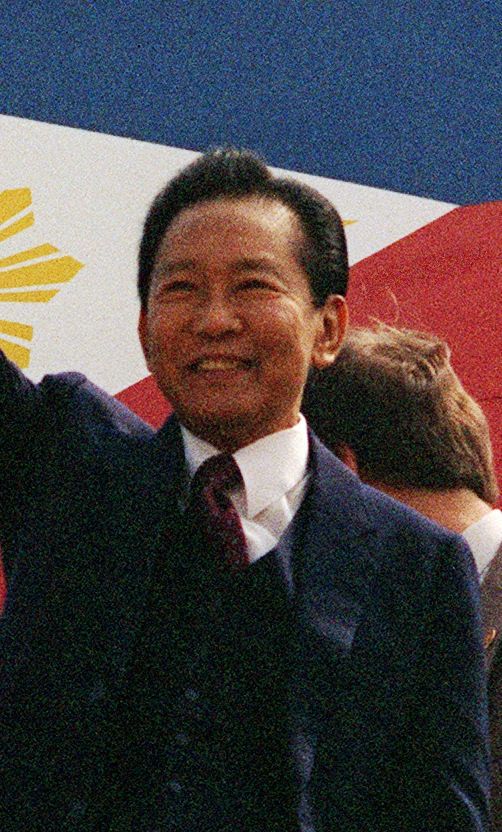
フェルディナンド・マルコス（1965年から1986年まで大統領）

ある時点では学生運動はフィリピン大学ディリマン校舎の主導権を握り、政府が解散する前に一時的に続いた自由な共同社会を宣言した。暴力的な抵抗運動は、1972年に戒厳令が宣言されるまでの次の数年間続いた。この事件は一般に第1四半期の騒動として知られた。
共産党の党派に加わる活動家を前進させる相当数のカバターン・マカバヤン（KM）もホセ・マリア・シソンにより創立されたので、1970年の第1四半期の騒動で左翼活動家と共産主義者の間の境目が益々ぼやけたものになった。マルコスの全国演説の後、KMの活動家たちは国会前でフェルディナンドとイメルダ・マルコスに向けて棺桶1基や剥製の鰐1体や石を投げて抗議した。大統領宮殿では活動家は火の付いたトラックで門に衝突し、門が壊れるや否や活動家は岩や丸薬入れ、モロトフカクテルを投げながら宮殿の敷地に突進した。アメリカ合衆国大使館前ではデモ隊はアメリカ合衆国大使から強い抵抗を受ける結果になって大使館ロビーを破壊し焼き討ちし損害を与えた。KMのデモは、1週間の大規模活動あたりの数で5万人から10万人を数えた。1970年1月の暴動の余波で少なくとも二人の活動家が死亡したことが確認され警察により数人が負傷した。当時のマニラ市長アントニオ・ビリェガスは、「模範となる行為と勇気」でマニラ警察管区を称賛し、立ち去った後長い間「ファーストカップル」を擁護した。活動家が死亡したことは、マルコスを非難しながらロペスが支配するマニラタイムズとマニラクロニクルの知るところとなり、毎週のデモを更に燃え上がらせた。学生は1週間の授業ボイコットを宣言し、その代わりに抗議集会を組織するために集まった。
クーデターの噂も起こり始めていた。アメリカ合衆国上院外交関係委員会の報告は、1969年フィリピン大統領選挙から間もなく退役大佐と退役将軍の殆どが加わる団体が初めはマルコス大統領の信用を傷つけそれから殺す革命軍事政権を組織すると言った。フィリピン政府当局者に委員会から手交された文書に述べられているようにこの陰謀の主要人物は、フェルナンド・ロペス副大統領とマルコスが1969年の選挙で破ったセルヒオ・オスメニャ・Jr.であった。マルコスは野党の自由党が流布していたアメリカ合衆国大使館がクーデターを支援しているとの噂を一掃するためにアメリカ合衆国大使館に行きさえした。ニューヨークタイムズが得た報道が話が1969年12月にアメリカ合衆国大使からアメリカ合衆国国務副長官にあてたメッセージに戒厳令を正当化するマルコスにより使われている可能性があると言いながら推測した一方で、アメリカ合衆国大使は革命や暗殺に関する話の殆どが（自由党の）アデボソが中心の活動家である敗れた野党から来ていると言った。暗殺計画について持っている情報は確かで出所もしっかりしていてマルコス大統領に届いているのは間違いないとも言った。
危機を考慮してマルコスは1970年1月に日記に見出しを書いた。「選択肢が数個ある。その一つは陰謀者を突然逮捕することで現在の破壊活動計画を抑えることである。しかしこれは人民に受け入れられない。そうでなければフク団（共産主義者）やその法的な中核グループ、支援を受けない。あるいはMIM（マオイスト国際運動）などの破壊活動（前線）組織、あるいはこの地下活動組織。大規模なテロや理不尽な殺害、暗殺やクーデターの企みの後で自然に発展する状況を認めるかも知れず、戒厳令を施行したり人身保護令状の恩恵を延期し、法的な中核グループを含む全員を逮捕する。今は後者に傾いている。」

### ミランダ広場爆撃
1971年8月21日、自由党は元老院の意見とマニラ市長選に向けた候補者を表明するためにミランダ広場で選挙運動大会を開催した。二つの手榴弾が演壇に投げられたと言われ、演壇のほぼ全員が負傷した。結果としてマルコスは攻撃に関わった者を逮捕するヘイビアス・コーパスを保留した。自由党の政敵を排除する仮定の容疑者エスカバスら好ましくない者を検挙した。
マルコスは爆弾事件の犯人として共産主義運動を告発し、ヘイビアス・コーパスを保留することで応えた 。アメリカ合衆国の中央情報局からの機密扱いを外された文書も1971年の一連の致命的な爆弾事件の少なくとも一つでマルコスの関与を示唆している。

## 戒厳令（1972年-1981年）
1972年9月23日、当時の国防大臣フアン・ポンセ・エンリレが帰宅途中に待ち伏せにあった。この暗殺未遂は一般市民を不安にさせると共に9月21日にフィリピンに戒厳令を布告する大統領宣言第1081号を発する理由としてマルコスに利用された。暗殺未遂は計画されたものと広く考えられ、エンリレ自身が計画された暗殺未遂を事実と認めたが、後に前言を取り消すことになる。元報道官で戒厳令下で投獄された共産党員リゴベルト・ティグラオは、自由党と共産党が戒厳状態を引き起こしたと主張した。更なる批判を受けてマルコスは戒厳令の宣言は当時海外で国際的な議員会議でフィリピンを代表していた尊敬されたフィリピンの政治家ロレンソ・タニャダ元老院議員に支持されていると主張した。この主張を聞いてタニャダ議員は名声を低下させ、戒厳宣告にそのような支援をしていないことを明らかにした。エンリレは「マルコス大統領が戒厳令を宣言することにした最も重大な事件は1972年7月のMVカラガタン事件であった。転回点であった。MVカラガタンはカガヤン渓谷のイサベラの太平洋側のCPP-NPA-NDFによる浸透する高出力ライフル銃や弾薬、40ミリロケットランチャー、ロケット発射体、通信機器などの組み合わされた戦争道具に関わった。」と言った。兵器は当時共産革命を輸出し政府を転覆するNPAの目的を支援する中華人民共和国から持ち出された。
事実上マルコスとともにフィリピンを全体主義に転じながらマルコスはそれから先は布告により統治したが、報道の自由などの市民的自由を抑圧し、国会を廃止し、報道機関を管理し、最も信頼に足る批評家であるベニグノ・アキノ・ジュニア元老院議員やホセ・ディオクノ元老院議員などの野党指導者や好戦的な活動家の逮捕を命じた。初めの内はこの時代の社会的混乱が与えた戒厳令の宣告は、好意的に受け入れられた。夜会外出禁止令が施行されると犯罪率は劇的に減少した。政敵は亡命を認められた。戒厳令が次の9年間続いたので、軍が行う逸脱行為が増大した。全体として非合法な殺人が3257件、個人的な拷問が35000件あり、7万人が投獄された。1975年から1985年にフィリピン人737人が失踪したとも報告されている。
私は大統領だ。フィリピンで最も力のある男だ。夢見た物は全て手に入る。もっと正確に言えば、人生で欲しい物は全て手にしていて、妻は愛していて私が行うことの仲間であり、利口な子供達は私の名声を維持するし、人生はうまくいっていて、全てだ。しかし不満を感じている。—フェルディナンド・マルコス
戒厳令は政府の軍事的奪取ではないと主張されたが、一部の国民の即座に示した反応は、驚きと狼狽で、たとえ無秩序や無法状態、社会的不正、若者と学生の行動主義などの戸惑うほどの運動の重大さが危険な地点に到達していたとしても、全土に対する戒厳令は、まだ許されていなかった。更に悪いことにマルコス大統領の当時の憲法上延長できない任期が満了しようとしていたので、政治的理由が宣言の背景にあるとみなされた。この疑いは野党指導者や率直な反マルコスメディアが直ちに軍事基地で不明瞭な勾留をされ旅行や通信、演説や報道の自由などに制限が加えられると説得力を増した。要するに戒厳令政権は大衆にとってタブーではなかった。
上記の状況を考慮すると前述のジレンマを解決する方法として修正条項第6条で具体化された概要が1973年の憲法で生まれたことが挙げられる。要するに明らかになった中心となる考えは、戒厳令が早めに解止される可能性であるが、全体主義権力の一部の施行を保証する不意の危険な状況に対するフィリピンとフィリピン人を守るために後者は憲法上許され、それによって戒厳令と付帯条項を宣言する必要を除去し、主として特権的な軍部による主張は、大統領の下の文民当局より優れていると思わせた。言い換えれば問題は危機や緊急事態にもかかわらず全国的な生き残りや正常の回復のために必要となるかも知れないものが戒厳令に対する大衆の見方や人民の意見と調和させるべきものであった。
フィリピン大学法学部の同窓生仲間に対する演説でマルコス大統領は1981年1月末までに戒厳令を解止する意向であることを表明した。
懐疑派に向けた安心させるような言葉は、大統領が「我々は戒厳令を解止し議会制政府への整然とした移行を果たす決意としていかなる疑念も大衆の心から一度は完全に取り除かなければならない」と宣言した1980年12月12日にフィリピン大学法学部同窓会で発せられた。明白で率直で最終の公約は、大統領が「数日前国民の様々な部門の広範な陳情についての広範な協議に続き新社会7周年の1年前に行った制約と一致させるために戒厳令が1981年1月末までに解止され公共の秩序や公安の重大な問題が存在し続ける数か所の地域でのみ戒厳令は効力を残し続ける断固とした決定に至った」と宣言した1980年12月22日のフィリピン軍45周年式典で行われた。
戒厳令解止後権力はマルコスに集中し続けた。ある学者はマルコスがいかに野党を収監できる権限など「あらゆる戒厳令布告や命令、立法権限」を維持したかを記した。

### 人権侵害
マルコス下の戒厳令時代は、略奪や鎮圧、拷問、残虐行為で彩られた。歴史家アルフレッド・マッコイによる推計によると3257人が殺害され、35000人が拷問され、7万人が違法に拘禁された。ある記者はフェルディナンド・マルコス政権を「市民を憲法の保護や基本権、法の適正手続き、証拠のような面倒な必要条件を免除することで犠牲者に素早くさせる制度である人権にとっての恐ろしいワンストップショップ」と言った。

### 経済
世界銀行資料によると、フィリピンの国内総生産は、インフレ調整済みの年平均成長率6％で1972年の80億ドルから1980年の324億5000万ドルへと4倍になった。確かにアメリカ合衆国に拠点を置くヘリテージ財団によると、フィリピンは1945年以降1972年から1980年まで最高の経済発展を享受した。経済は1973年石油危機と1979年石油危機の後の2度の世界的な深刻なオイルショックの最中に成長した（石油価格は1973年の1バレル当たり3ドルから1979年の39.5ドルになり、あるいはインフレ率は1200％であった）。1984年-1985年に景気後退があったとはいえ、インフレ調整した平均年1.2％未満であったが、一人当たりのGDPは、1965年の175ドルからマルコス時代が終わる1985年の565.8ドルと3倍を超えた。ヘリテージ財団は経済が1979年に弱体化し始めると政府は反景気後退派の政策を受け入れず代わりに危険で損失の大きい産業政策を開始したと指摘した。
政府には1970年代に用心深い借金政策があった。高い石油価格や高金利、資本逃避、砂糖とココナッツの輸出価格低下の中で、フィリピン政府は1980年代初頭に大量の対外負債を借りた。フィリピンの対外負債の総額は、1970年の23億アメリカ合衆国ドルから1985年の262億アメリカ合衆国ドルに増加した。マルコスの批評家は、マルコスとその取り巻きによる汚職と公共基金の横領と共に政策が借金主導になっていると告発した。このことでフィリピンは専ら2025年までに落ち着くと予期される負債が齎す危機を経験することになった。批評家はこの時期が3.9から20.53までフィリピンペソの急激な平価切下げにより台無しにされたのでフィリピンの発展の達成困難な状態を指摘している。全体の経済は、特に1983年-1984年の景気後退後のマルコス時代の終わりに向けて減速する一人当たりのGDPや低い給与条件、高い失業を経験した。景気後退は主にニノイ暗殺や高い国際金利、深刻な国際的な景気後退、国際石油価格の暴騰後の政治的な不安定状態により誘発され、後の3つは、ラテンアメリカやヨーロッパの全債務国に影響し、フィリピンは免れた。批評家は貧困率はマルコスが大統領になった1960年代の41％から権力を追われた時の59％に増加したと主張した。
この時代は時に歴史歪曲主義者によりフィリピン経済にとっての黄金時代と言われる。この時代の終わりまでにフィリピンは負債危機や酷い貧困、深刻な低雇用を経験し始めていた。ネグロス島では6歳未満の子供の5分の1が深刻な栄養失調であった。

### 移住
1965年にマルコスが選出されてから1986年にマルコス政権が転覆するまでに約30万人のフィリピン人がフィリピンからアメリカ合衆国に移住した。

### 汚職と略奪、取り巻き資本主義
戒厳令下のフィリピンは、深刻で規制のない汚職の煽りを受けた。
世界銀行によるものなど一部の推計ではマルコス一家が掠め取った富は100億アメリカ合衆国ドルとなる。
略奪は専売公社の起業や取り巻きへのローンの授与、公社や私企業の強制的な乗っ取り、公共財産の直接的な窃盗、取り巻きが事業からの富やキックバック、賄賂を蓄え海外へのマネーロンダリングにダミー会社を利用したり国際援助をくすねたり海外の銀行口座に富を隠せる大統領布告の発布を通じて成し遂げられた。

### 議会選挙
暫定バタサンパンバンサ（国民議会）のための1969年以降最初の正式な選挙が1978年4月7日に行われた。当時収監されていたアキノ元老院議員は、自身の党人民の力（LABAN）の指導者として出馬することに決めたが、大衆の支援や明らかな勝利にもかかわらずバタサンパンバンサに議席を得ることはなかった。選挙の前夜、LABAN党の支持者は、夜明けまで終夜騒音を起こしながらマニラで「騒音の集中砲火」を準備することで連帯を示した。

## 第四共和国（1981年-1986年）
野党は国民党の退役したアレホ・サントス将軍にマルコスとキルサンバゴンリプナン党を対抗させた1981年6月16日の大統領選挙を棄権した。マルコスが憲法上次の6年の任期を務められる1600万票差で当選した。セサル・ビラタ財務大臣がバタサンパンバンサにより首相に選ばれた。
1983年、野党指導者ベニグノ・「ニノイ」・アキノ・ジュニアがアメリカ合衆国での長い亡命生活を終えてフィリピンに帰国した際にマニラ国際空港で暗殺された。これにマルコスへの大衆の不満が結び付き、アメリカ合衆国からの圧力など1986年2月7日の急な大統領選挙で最高潮に達する一連の事件が始まった。野党はアキノの未亡人コラソン・アキノと国民民主組織連盟（UNIDO）代表サルバドール・ラウレルの下で共闘した。選挙は双方による暴力と結果の改竄の広範な報告により台無しになった。
公式の選挙運動組織選挙管理委員会（COMELEC）は2月9日に選挙権を奪われたコンピューター技術者により計画されたストライキにもかかわらずマルコスが当選したと発表した。COMELECの最終集計によると、マルコスはアキノの929万1761票に対して1080万7197票を獲得した。対照的に信ずべき選挙監視組織NAMFRELの70％の集計は、マルコスの705万3068票に対してアキノが783万5070票を獲得したことを示した。

## マルコス政権の終焉
不正な選挙結果はアキノやその支持者から受け入れられなかった。リチャード・ルーガー上院議員が率いるアメリカ合衆国の代表団など国際的な監視団は、公式の選挙結果を公然と非難した。フィデル・ラモス将軍やフアン・ポンセ・エンリレ国防大臣は、その時離反しクラメ基地内に自らを閉じ込めながら政府への支援を撤回した。これでマルコスがハワイに亡命しコラソン・アキノが1986年2月25日に第11代フィリピン大統領になることになる平和的な1986年エドゥサ革命に結び付いた。アキノの下でフィリピンは第四共和国を終焉させ第五共和国の開始へと繋がる新憲法を採択した。